# Сан-Хуан (Пуэрто-Рико)
Сан-Хуа́н (от исп. San Juan Bautista, Иоанн Креститель) — столица и крупнейший город Пуэрто-Рико, расположенный на побережье Атлантического океана. По данным переписи 2020 года, в нём проживают 342 259 человек, что делает его 57-м по размеру городом под управлением США.
Сан-Хуан был основан испанскими колонистами в 1508 году как посёлок под названием Капарра. В 1521 году поселение стало называться «Ciudad de Puerto Rico» (Город Пуэрто-Рико). Столица Пуэрто-Рико — один из самых старых городов европейских колонистов в Америке, уступающий лишь Санто-Доминго в Доминиканской Республике. В Сан-Хуане находится несколько исторических сооружений; самые примечательные — Форт Сан-Фелипе-дель-Морро (исп. Fort San Felipe del Morro) и Форт Сан-Кристобаль (исп. Fort San Cristobál), а также Ла Форталеса (исп. La Fortaleza) — самое старое в Америке административное здание, которое продолжает использоваться и в наши дни.
Сегодня Сан-Хуан является одним из важнейших портов, промышленных, финансовых, культурных и туристических центров Пуэрто-Рико. Население метрополии, включая Сан-Хуан и муниципалитеты Байямон (исп. Bayamón), Гуайнабо (исп. Guaynabo), Катаньо (исп. Cataño), Канованас (исп. Canóvanas), Кагуас (исп. Caguas), Тоа Альта (исп. Тоа Alta), Тоа Баха (исп. Тоа Baja), Каролина (исп. Carolina) и Трухильо Альто (исп. Trujillo Alto), составляет около 2 млн жителей — около половины населения Пуэрто-Рико живёт и работает в этой области. 
 В этом городе проходили многие важные спортивные мероприятия, включая Панамериканские игры 1979 года, Центральноамериканские и Карибские игры 1966 года, Уорлд Бейсбол Классик и Карибскую серию 2006 года.

## История
Сан-Хуан — одно из древнейших поселений европейцев в Новом Свете.
В 1508 году Хуан Понсе де Леон основал поселение Капарра (названное в честь провинции Касерес в Испании, откуда был родом тогдашний губернатор карибских территорий Испании Николас де Овандо), которое сейчас известно как участок Гуайнабо Пуэбло-Вьехо к западу от теперешней метрополии Сан-Хуана. Год спустя, колония была перевезена в место, тогда называвшееся Пуэрто-Рико (на испанском — «богатый порт» или «хороший порт»), из-за своей географической схожести с Гран-Канарией на Канарских островах.
В 1521 году новой колонии было дано официальное имя, San Juan Bautista de Puerto Rico, в честь Иоанна Крестителя, продолжая традицию называния городов и официальным названием, и названием, которое Христофор Колумб изначально дал острову.
Двусмысленное использование San Juan Bautista и Puerto Rico для называния и острова, и города привело к перестановке в практическом использовании местными жителями: к 1746 году, название города (Puerto Rico) стало названием всего острова, в то время как название острова (San Juan Bautista) стало названием города.
Сан-Хуан как колония Испанской империи использовался купеческими и военными кораблями, плывшими из Испании, как первая остановка в Америках. Из-за его выдающегося положения в Карибском море была построена сеть укреплений, чтобы защитить перевозку золота и серебра из Нового Света в Европу. Из-за богатых перевозок, Сан-Хуан стал мишенью иностранных держав.
Город был свидетелем нападений англичан, возглавленных сэром Френсисом Дрейком в 1595 году и Джорджем Клиффордом, графом Камберленда, в 1598 году. Артиллерия форта Сан-Хуана, эль-Морро, отразила нападение Дрейка; однако, Клиффорд сумел высадить свои войска и осадить город. Через несколько месяцев британской оккупации Клиффорд был вынужден оставить осаду, когда его войска стали страдать от утомления и болезней. В 1625 году город был разграблен голландскими войсками, возглавленными Бодуином Хендриксом, но Эль-Морро выдержал штурм и не был взят. Англичане снова напали в 1797 году, во время французских революционных войн, с сэром Ральфом Эберкромби (который только что завоевал Тринидад). Его армия осадила город, но была вынуждена отступить поверженной, так как пуэрто-риканские укрепления оказались более стойкими, чем тринидадские. Различные происшествия и обстоятельства, включая либерализованную торговлю с Испанией, открытие острова для иммигрантов как прямой результат Королевского Декрета 1815 года и колониальные революции, привели к экспансии Сан-Хуана и других пуэрто-риканских колоний в конце XVIII и начале XIX века.
В мае 1898 года корабли военно-морского флота США, среди них USS Detroit, USS Indiana, USS New York, USS Amphitrite, USS Terror и USS Montgomery, под командованием контр-адмирала Уильяма Т. Сэмпсона бомбардировали Сан-Хуан во время Испано-американской войны, хотя город не был оккупирован. 25 июля генерал Нельсон А. Майлс высадился в Гуанике (юго-восточный Пуэрто-Рико) с 3300 солдатами и захватил остров без особого сопротивления. Испания уступила остров США позднее в том же году, подписав Парижский мир.
Лагерь Лас Касас, расположенный в районе Сантурце, служил главным учебным лагерем для пуэрто-риканских солдат перед Первой мировой войной и Второй мировой войной; большинство людей, тренировавшихся там, были определены в 65-й пехотный полк Армии США. Данный полк действовал с 1898 года, действует он и сейчас. Лагерь Лас Касас в конце концов был закрыт, и в 1950 году на бывшем его месте был построен Residencial Fray Bartolome de Las Casas, общественный жилищный комплекс.
Лейтенант Teofilo Marxuach (ушёл в отставку подполковником), уроженец Арройо, Пуэрто-Рико, был ответственным за первый выстрел американских войск во время Первой мировой войны, когда он приказал «Porto Rico Regiment of Infantry» открыть огонь по Оденвальду (нем. Odenwald), немецкому кораблю, когда тот пытался выплыть из бухты Сан-Хуана. Это событие произошло 6 апреля 1917 года, в тот день, когда США объявили войну Германии.
В 1959 город был награждён премией All-America City Award (с англ. — «Всеамериканский город») присуждаемой Национальной гражданской лигой, которую неофициально называют «Нобелевской премией за конструктивное гражданство» и которая выдаётся за активную гражданскую позицию жителей некорпоративных сообществ Соединённых Штатов в жизни местного самоуправления.

## География
Сан-Хуан находится в 18°27′00″ с. ш. 66°04′00″ з. д. и расположен на северо-восточном побережье Пуэрто-Рико. Он лежит к югу от Атлантического океана, к северу от Гуайнабо и Трухийо Альто, к востоку от Байамона и к западу от Каролины. Город занимает территорию 199,2 км², из которых 75,4 км² составляет вода. Большая часть водной территории Сан-Хуана состоит из гавани Сан-Хуан и из двух природных лагун: лагуны Кондадо и лагуны Сан-Хосе.

### Климат
Климат Сан-Хуана тропический морской. Среднегодовая температура воздуха 27 °C. При южном ветре — выше 33 °C в любой сезон. Средняя температура зимой 25 °C, летом — 28 °C. Самая низкая (16 °C) наблюдалась 3 марта 1957 года, самая высокая (37 °C) — 9 октября 1981 года. Максимумы осадков в мае и ноябре, минимум — с февраля по март. Температура прибрежной воды колеблется в пределах от 26 °C в январе до 29 °C с августа по октябрь..
| Показатель                                     | Янв. | Фев. | Март | Апр. | Май  | Июнь | Июль | Авг. | Сен. | Окт. | Нояб. | Дек. | Год  |
| ---------------------------------------------- | ---- | ---- | ---- | ---- | ---- | ---- | ---- | ---- | ---- | ---- | ----- | ---- | ---- |
| Абсолютный максимум, °C                        | 33,3 | 35,6 | 35,6 | 36,1 | 35,6 | 36,1 | 35,0 | 36,1 | 36,1 | 36,7 | 35,6  | 34,4 | 36,7 |
| Средний суточный максимум, °C                  | 28,4 | 28,7 | 29,4 | 30,1 | 30,8 | 31,6 | 31,5 | 31,8 | 31,8 | 31,3 | 29,9  | 28,8 | 30,3 |
| Средняя температура, °C                        | 25,3 | 25,5 | 26,1 | 26,8 | 27,7 | 28,5 | 28,6 | 28,7 | 28,6 | 28,1 | 27,0  | 25,9 | 27,2 |
| Средний суточный минимум, °C                   | 22,2 | 22,2 | 22,7 | 23,6 | 24,6 | 25,4 | 25,6 | 25,7 | 25,4 | 24,9 | 24,0  | 23,0 | 24,1 |
| Абсолютный минимум, °C                         | 16,1 | 16,7 | 15,6 | 17,8 | 18,9 | 18,9 | 20,6 | 20,0 | 20,6 | 19,4 | 18,3  | 16,7 | 15,6 |
| Норма осадков, мм                              | 96   | 61   | 50   | 119  | 150  | 112  | 129  | 139  | 147  | 142  | 161   | 128  | 1434 |
| Температура воды, °C                           | 26   | 26   | 26   | 27   | 27   | 28   | 28   | 29   | 29   | 29   | 28    | 27   | 28   |
| Источник: Погода и Климат, World Climate Guide |      |      |      |      |      |      |      |      |      |      |       |      |      |

### Городской пейзаж
Старый Сан-Хуан занимает западный конец скалистого островка в устье гавани Сан-Хуан. В XX веке главные населённые центры вышли далеко за стены старого города, на основной остров Пуэрто-Рико, и слились с колониями к востоку и к югу от Старого Сан-Хуана. В результате, теперь город состоит из множества районов.

### Старый Сан-Хуан
Во время испанской колонизации большинство городского населения проживало в месте, сейчас известном как Старый Сан-Хуан. Этот район находится на западной половине маленького острова под названием Isleta de San Juan, который соединён с большим островом двумя мостами и мостовой. Островок, охватывающий площадь 122 км², также содержит район рабочего класса Пуэрта де Тьерра и большую часть зданий центрального правительства Пуэрто-Рико, включая Капитолий Пуэрто-Рико. Главная центральная часть города характеризуется узкими булыжными улицами и живописными зданиями колониальных времён, некоторые из которых восходят к XVI и XVII векам. Районы старого города окружены массивными стенами, несколькими оборонительными сооружениями и примечательными фортами: Форт Сан Фелипе дель Морро XVI века и Форт Сан Кристобаль XVII века, а также Эль Паласио де Санта Каталина, также известный как Ла Форталеса, который выполняет роль особняка губернатора. Другие интересные здания включают Ayuntamiento, или Alcaldía (городская ратуша), церковь св. Иосифа (1523) и близлежащую гостиницу Отель Эль Конвенто, бывший дом фамилии Понсе де Леон, известный как Casa Blanca (Белый Дом), театр Тапиа, бывшие испанские казармы (теперь — Музей Баллаха), Ла Принсеса (бывшая муниципальная тюрьма, ныне исторический музей) и муниципальное кладбище Святой Марии Магдалины де Пацци, расположенное сразу за городскими стенами. Кафедра Иоанна Крестителя (строительство началось в 1520-х) тоже находится в Старом Сан-Хуане. Там есть могила испанского исследователя и основателя колонии Хуана Понсе де Леона. Старый Сан-Хуан, также известный как Старый Город, является главной культурной туристической достопримечательностью Пуэрто-Рико; его набережная тянется вдоль доков для больших круизных кораблей.

### Районы
Сан-Хуан подразделяется на 18 административных районов (баррио), 16 из которых приходятся на территорию бывшего (до 1951 г.) муниципалитета Рио Пьедрас. Восемь баррио сами подразделяются на под-баррио, включая оба баррио бывшего муниципалитета Сан-Хуана.
| 1. Каймито (Caimito) 2. Эль Синко (El Cinco) 3. Купей (Cupey) 4. Гобернадор Пиньеро (Gobernador Piñero) 5. Ато Рей Сентраль (Hato Rey Central) 6. Ато Рей Сур (Hato Rey Sur) | 1. Ато Рей Норте (Hato Rey Norte) 2. Монасийо (Monacillo) 3. Монасийо Урбано (Monacillo Urbano) 4. Ориенте (Oriente) 5. Пуэбло (Pueblo) 6. Кебрада Аренас (Quebrada Arenas) | 1. Сабана Йана Норте (Sabana Llana Norte) 2. Сабана Йана Сур (Sabana Llana Sur) 3. Сан Хуан Антиго (San Juan Antiguo) 4. Сантурце (Santurce) 5. Тортуго (Tortugo) 6. Универсидад (Universidad) |

К востоку от Старого Сан-Хуана лежит престижный, ориентированный на туристов район Кондадо, который занимает землю, что раньше принадлежала предпринимателю Пабло Убарри Капетийо (Pablo Ubarri Capetillo), создателю испанской железной дороги и графу Сан Хосе де Сантурче во время испанской колонизации. Пляжи, такие как близлежащий Ocean Park, популярный среди пловцов, сёрфингистов и кайтсёрфингистов, можно найти по всему Атлантическому побережью района, которое также является местом для многочисленных гостиниц.
Возле Кондадо находятся два отдельных бизнес-района, Сантурце и Мирамар. Мирамар — в основном жилой район к югу от лагуны Кондадо. В него входит бывший квартал (barrio) Мирафлорес (Miraflores), а также осушённая болотистая местность и свалка, над которой был построен первый аэропорт Сан-Хуана, аэропорт Isla Grande, который был переименован в аэропорт Fernando Luis Ribas Dominicci в честь мэра Фернандо Луиса Рибаса-Доминиччи (USAF).
Сейчас в Мирамар находится Puerto Rico Convention Center, а также некоторые пристани гавани Сан-Хуан для круизных кораблей. В 2005 году Мирамар был обозначен историческим районом Пуэрто-Рико.
Сантурче, изначально называвшийся San Mateo de Cangrejos, был колонией для освобождённых африканских рабов в ранние времена города. В 1878 году Пабло Убарри добился разрешения на соединение Сан-Хуана и Рио Пьедрас паровой трамвайной линией. В результате, время, затрачиваемое на поездку из одного пункта в другой, сократилось, и это дало толчок колонизации и разрастанию района. В начале XX века в городе появился электротрамвай, город был разделён на три части, и его основное поселение, слившееся с городом, было переименовано, используя испанское написание Santurtzi (Георгий Победоносец по-баскски), место рождения Убарри в Бискайе, в Испании. «Museo de Arte de Puerto Rico» (Музей искусств Пуэрто-Рико) и другие значимые культурные места находятся в Сантурце.
К югу от Сантурце расположен Ато Рей, часть бывшего муниципалитета Рио Пьедрас. Ато Рей был пастбищем для крупного рогатого скота, принадлежавшего королевскому правительству (отсюда название, Стадо короля на испанском), ещё в XVI веке, а сейчас считается финансовым центром острова. Часть этого района часто называется «Золотой Милей» («Golden Mile») (в действительности 0,76 км в длину) из-за того, что там расположено много банков и фирм.
В южной части города находится социально разнообразная община Рио Пьедрас. Основанный в середине 1850-х, Рио Пьедрас был отдельным городом, где находились плантации сахарного тростника и имения некоторых самых состоятельных жителей Сан-Хуана (а также их подчинённые рабочего класса). Также у губернаторов испанских колоний там были дачи, на земле, которую они в конце концов отдали под студенческий городок университета Пуэрто-Рико. В 1951 году муниципалитеты Сан-Хуана и Рио Пьедрас слились, обозначив современные границы Сан-Хуана. Сегодня Рио Пьедрас занимает наибольшую часть муниципалитета Сан-Хуана
и является домом для прославленной традиционной « Plaza del Mercado» (рыночная площадь Рио Пьедрас), основного студенческого городка и студенческого городка факультета медицинских наук университета Пуэрто-Рико и Ботанического сада Сан-Хуана.

## Демография
| Расы — Сан-Хуан, Пуэрто-Рико — Перепись 2000 г. | Расы — Сан-Хуан, Пуэрто-Рико — Перепись 2000 г. | Расы — Сан-Хуан, Пуэрто-Рико — Перепись 2000 г. |
| Раса                                            | Население                                       | % всего                                         |
| ----------------------------------------------- | ----------------------------------------------- | ----------------------------------------------- |
| Белые                                           | 306 603                                         | 72,7 %                                          |
| Негры                                           | 50 102                                          | 11,9 %                                          |
| Индейцы                                         | 2 204                                           | 0,5 %                                           |
| Азиаты                                          | 2 002                                           | 0,5 %                                           |
| Гавайцы/Тихоокеанцы                             | 133                                             | 0,0 %                                           |
| Другие расы                                     | 38 254                                          | 9,1 %                                           |
| Смешанные                                       | 22 660                                          | 5,4 %                                           |

Сан-Хуан — самый населённый город Пуэрто-Рико. С 1899 по 1950 гг. муниципалитет Сан-Хуана не включал район Рио Пьедрас. По этой причине, данные о населении и площади ссылаются только на районы (баррио) Антиго Сан-Хуан (то же, что и Старый Сан-Хуан) и Сантурче.
Старый муниципалитет Рио Пьедрас был 3-м городом в Пуэрто-Рико по населённости на время его присоединения в 1951 г. Его стратегическое расположение к югу от столицы делало его связующим звеном всех главных транспортных путей острова и географическим входом в Сан-Хуан, что является факторами, которые вызвали драматический рост города в XX веке.

## Правительство
Сан-Хуан, как и любой другой из 78 муниципалитетов Пуэрто-Рико, имеет две ветви власти: исполнительную и законодательную. Мэр и муниципальная ассамблея из 17 человек избираются прямым голосованием на 4-летний срок.
С 2021 г. мэром Сан-Хуана является Мигель Ромеро от Новой прогрессивной партии.
Мэр также является ответственным за назначение секретаря-аудитора и казначея.
Ратуша Сан-Хуана, или Casa Alcaldia, расположена по адресу 153 San Francisco Street, напротив Plaza de Armas, или Военной площади, в центре Старого Сан-Хуана. Она была построена по образцу Мадридской ратуши. Строительство началось в 1604 г. и наконец завершилось в 1789 г.
Правоприменение в Сан-Хуане — совместная обязанность Департамента полиции Сан-Хуана и государственной полиции Пуэрто-Рико. Департамент полиции Сан-Хуана был создан в 1521 г. (как муниципальная гвардия Сан-Хуана, которая выполняла и военную, и правоохранительную функцию); сейчас он является местом работы для около 1000 полицейских, а также штатских служащих.

## Экономика
Сан-Хуан пережил значительный экономический рост, последовавший за Второй мировой войной. В течение этого периода город претерпел промышленную революцию. Экономика города в основном зависит от компаний, занимающихся производством нескольких товаров, включая химические вещества (отбеливатели и моющие средства), лекарства, ром и другие напитки, удобрения, электроинструменты, электроприборы, пластмассы, текстиль и продукты питания. Туризм также является ключевой индустрией, основанной на близости Сан-Хуана к главному аэропорту Пуэрто-Рико, международному аэропорту Luis Muñoz Marín.
Место сосредоточения городских туристов находится в районе Кондадо Бич (Condado Beach), где расположен целый ряд шикарных гостиниц. Исторические достопримечательности. такие как Эль-Морро, Старый Сан-Хуан и Эль-Куартель-де-Баллаха популярны в туристических кампаниях. Район Ато Рей содержит корпоративный сектор, известный как «La Milla de Oro» («Золотая миля»), где находятся штабы многочисленных местных и международных банков. Сан-Хуан часто называют «Карибским Уолл-стритом» из-за его влияния на экономику страны.

### Туризм
Из-за технологического прогресса после Второй мировой войны в развитии авиалиний, в совокупности с климатом острова и природной обстановкой, Сан-Хуан стал трамплином для туризма по всему острову и сделал всё Карибское море известным по всему миру на протяжении последних 50 лет.
Сегодня столица гордится многочисленными гостиницами, музеями, историческими зданиями, ресторанами, пляжами и торговыми центрами. В Сан-Хуане есть много достопримечательностей, например: Старый Сан-Хуан, Оcean Park, Isla Verde и Condado.
Места и монументы, акцентируемые в туристических кампаниях, состоят из Старого Сан-Хуана, распространяющего историческую природу своих зданий колониального периода и узких улиц, покрытых синими камнями, добываемыми из печной окалины; они были привезены как балласт на испанских кораблях. Это включает старинную оборонную стену города и форты, в особенности эль-Морро и Замок Сан-Кристобаль: 23 января 1984 года они были внесены в каталог культурного наследия человечества. Многочисленные рестораны и галереи пользуются успехом среди посетителей. Местные университеты славятся как исторические места, в особенности университет Пуэрто-Рико, расположенный в Рио Пьедрас, который является старейшим университетом острова, основанным в 1903 г.

## Транспорт
Порт Сан-Хуана — 4-й по загруженности в Западном полушарии, занимает одно из первых 17 мест в мире по контейнерным перевозкам. Это также крупнейший в мире home-based круизный порт с больше чем дюжиной круизных кораблей plying its docks with new cruise ships, either originating or calling at the port каждый год.
Область метрополии обслуживается двумя аэропортами. Международный аэропорт Luis Muñoz Marín, главный гражданский аэропорт Сан-Хуана, находится в 12,7 км от старого Сан-Хуана в соседней Каролине. В аэропорту работает более чем 30 местных и международных авиалиний, и это самый загруженный аэропорт в Карибском море. Его часто называют «Ворота в Карибское море», поскольку он служит главным соединением острова и всего Карибского побережья с США и наоборот. Второй аэропорт в области — аэропорт Fernando Ribas Dominicci, который расположен прямо поперёк Caño San Antonio из Старого Сан-Хуана в районе Isla Grande. Аэропорт Dominicci в основном используется для общей авиации, чартерных рейсов и некоторых внутренних торговых полётов. Раньше он был главным соединением города и острова Пуэрто-Рико с другими странами, пока не был открыт Luis Muñoz Marin. Сейчас он широко используется Isla Grande Flight School и Caribbean Flight Center, единственными полётными школами на острове.

### Общественный
Увеличение инвестиций в общественный транспорт не изменило тот факт, что Сан-Хуан зависит от автомобилей, и их быстрое увеличение стимулировало рост города. Сейчас он обслуживается пятью экспресс-дорогами с ограниченным проездом, шоссе и многочисленными магистральными проспектами и бульварами и страдает от сильной перегруженности движения.
Пытаясь уменьшить зависимость от автомобилей и транспортный затор, самоуправление построило систему Сан-Хуанского метрополитена. Линия метро длиной в 17.2 км имеет 16 станций. Проект, который был открыт в конце 2004 г., стоил 2.25 млрд дол., более чем на $1 млрд превысил бюджет и запоздал на 4 года. Tren Urbano оказался не таким популярным выбором среди горожан, как изначально планировалось, и не оказал значительного влияния на уменьшение движения в городе, не считая того факта, что в 2006 г. было сообщено, что кол-во пассажиров по сравнению с 2005 г. увеличилось на 7,5 %.
Столичное автобусное управление (исп. «Autoridad Metropolitana de Autobuses», или AMA) обеспечивает ежедневное автобусное сообщение жителям Сан-Хуана, Гуайнабо, Байямона, Тоа Бахи, Трухийо Альто, Катаньо и Каролины по 30 различным маршрутам. Автобусный парк состоит из 277 обычных автобусов и 35 автобусов для инвалидов, и по будням на автобусах ездит около 112 000 людей.
Ежедневный паром, известный как Паром Катаньо, (исп. «La Lancha de Cataño») осуществляет маршрут через гавань Сан-Хуана между Старым Сан-Хуаном и муниципалитетом Катаньо.
Существует запланированный проект построить «межгородскую железнодорожную систему», соединяя города Сан-Хуан и Кахуас.

## Культура
Сан-Хуан — место рождения многих артистов и музыкантов, среди местных известных как Санхуанерос (исп. Sanjuaneros), которые значительно повлияли на пуэрто-риканскую культуру. В течение XX века на музыкальную сторону города повлияли многие исполнители, среди них афрокарибская танцовщица и хореограф Сильвия дель Виярд (исп. Sylvia del Villard) и Хосе Энрике Педрейра (исп. José Enrique Pedreira), который стал знаменитым композитором пуэрто-риканских Дансас (исп. Danzas). Международные музыканты, такие как известный оперный певец Хустино Диаз и лауреаты премии Грэмми Реймонд Айяла (Дэдди Янки) и Рики Мартин родились в этом городе. Другие примечательные жители — писатели Мануэль А. Алонсо и Томас Бланко, актёры и лауреаты премий Рауль Хулиа и Бенисио дель Торо и комик Хосе Мигель Агрелот. Рафаэль Кордеро (1790—1868) повлиял на развитие пуэрто-риканского образования и известен как «Отец государственного образования в Пуэрто-Рико.» Город также является пристанищем многих музеев современного и классического искусства. Музей искусств Пуэрто-Рико имеет самую большую коллекцию современного искусства в Пуэрто-Рико. В нём на постоянном хранении есть свыше 1100 произведений искусства, а также он экспонирует многочисленные временные выставки произведений из разных концов Латинской Америки.
Музей современного искусства Пуэрто-Рико, расположенный в Сантурче, специализируется в произведениях современного искусства из Латинской Америки и прикарибских стран. Картины, хранящиеся и выставляемые там, или приобретены административным персоналом музея, или подарены художниками и коллекционерами. Перед экспонацией их оценивает комиссия из художников, критиков искусства и учёных.
Другие музеи, такие как Музей Пабло Казальса, Музей книг, Музей Америк и Национальная галерея выставляют исторические объекты и произведения искусства рядом с современным искусством. Разнообразные музеи, такие как Музей детей и завод Bacardi (также известный как «Кафедра рома») в близлежащем Катаньо привлекают разную публику интерактивными выставками.

### Образование
Сан-Хуан оказывает большое влияние на образование Пуэрто-Рико, будучи местом многих университетов и колледжей. Самые престижные местные университеты включают: Университет Пуэрто-Рико и его факультет медицинских наук, Университет Священного Сердца, Политехнический университет Пуэрто-Рико, Metropolitan University университетской системы Анны Мендез, Metropolitan Campus Inter American University of Puerto Rico, Университет Карлоса Альбису, Евангелическая семинария Пуэрто-Рико и Center for Advanced Studies on Puerto Rico and the Caribbean. В городе есть много второстепенных колледжей, включая ICPR Junior College, «Instituto de Banca y Comercio» и International Junior College, расположенный в Сантурце. Существует несколько технологических училищ, таких как Технологический колледж Сан-Хуана, «Liceo de Artes y Ciencias», Ramirez College of Business и Technology и Puerto Rico Technical Junior College. Музыкальная консерватория Пуэрто-Рико и Школа пластических искусств в Старом Сан-Хуане специализируются на образовании, которое сконцентрировано на изобразительных искусствах и музыке.
Помимо десятков государственных начальных, средних и старших школ, в Сан-Хуане городское правительство создало две двуязычные школы. Одна из них — магнитная спортивная школа. Это первые муниципальные школы в Пуэрто-Рико.
Большая часть частных школ Пуэрто-Рико находится в Сан-Хуане, включая Robinson и St. John’s в Кондадо, Perpetuo Socorro в Мирамар, St. John’s Episcopal и Santa Mónica в Сантурце, La Merced и Espíritu Santo в Ато Рей, San José, San Ignacio и San Antonio в Рио Пьедро и Cupeyville в Купей.

### Здравоохранение
Главная больница и медицинская школа г. Сан-Хуана — «El Centro Medico de Rio Piedras» (Медицинский центр Рио Пьедрас). Медицинский центр — конгломерация больниц, расположенных в одном месте. У них имеются вертолёты, которые позволяют перевезти пациентов и людей, нуждающихся в медицинской помощи, из других мест острова в центр.

### Спорт
Санхуанские команды имели примечательный успех в атлетических соревнованиях. Команда The Santurce Crabbers выиграла чемпионат Национальной высшей баскетбольной лиги в 1998, 1999, 2000, 2001 и 2003 гг., и в эти годы считалась династией. The San Juan Senators и Santurce Crabbers были двумя главными бейсбольными командами города, победив в чемпионате Пуэрто-риканской профессиональной бейсбольной лиги в целом 17 раз. The Santurce Crabbers занимают 3 место по количеству побед в Карибской серии, одержав победу в турнирах 1951, 1953, 1955, 1993 и 2000 гг. Также, в городе проводились многочисленные спортивные мероприятия, например:
- Центральноамериканские и Карибские игры 1966 г.[47]
- Панамериканские игры 1979 г.[48]
- Карибская мировая серия (девятикратно)[49].
- Команда Главной лиги бейсбола Montreal Expos сыграла 22 игр дома на стадионе Hiram Bithorn в 2003 и 2004 гг.[50] Команда также недолго рассматривала переезд в Сан-Хуан, пока не переселилась в Вашингтон.
- 2 раунда 2006 World Baseball Classic[51].
- FIBA Чемпионат мира по баскетболу 1974 г.[52]
- FIBA Чемпионат Америк по баскетболу (четырёхкратно) (1980, 1993, 1999, 2003).
- Первый выпуск World Wrestling Entertainment pay-per-view Новогодней революции был проведён здесь в январе 2005 г.[53]

Недавно построенный, обошедшийся в $28 млн, San Juan Natatorium начинает привлекать пловцов со всего региона и со всего острова, где они устраивают сборы. Зимой там тренируются учащиеся таких высококлассных американских колледжей и университетов, как Военной академии США и Военно-морской академии США в Аннаполисе.
В июле 2007 г. Академия гольфа Сан-Хуана и их тренировочное поле начали действовать на месте бывшей санитарной городской свалки в Пуэрто-Нуэво, и в конце концов там появится первое поле для гольфа в городе с 9 лунками.
Ежегодно проводится 10-километровый пробег World's Best 10K.

#### Профессиональный
Профессиональные команды:
| Клуб                    | Вид спорта         | Лига                                   | Примечания                                                                                      |
| ----------------------- | ------------------ | -------------------------------------- | ----------------------------------------------------------------------------------------------- |
| Santurce Crabbers       | Баскетбол          | National Superior Basketball           | Игры проходят в Jose Miguel Agrelot Coliseum или в Mario «Quijote» Morales Coliseum в Гуайнабо. |
| Playeros de San Juan    | Волейбол (мужской) | Liga Superior de Volleyball Masculino  |                                                                                                 |
| Chicas de San Juan      | Волейбол (женский) | Liga Superior de Volleyball Femenino   |                                                                                                 |
| Fraigcomar              | Футбол             | Campeonato Nacional de Fútbol          |                                                                                                 |
| San Juan Galaxy         | Футбол             | Campeonato Nacional de Fútbol          |                                                                                                 |
| Don Bosco               | Футбол             | Liga Premiere de Futbol de Puerto Rico |                                                                                                 |
| Puerto Rico Islanders B | Футбол             | Liga Premiere de Futbol de Puerto Rico |                                                                                                 |
| Club Deportivo Gallitos | Футбол             | Liga Premiere de Futbol de Puerto Rico |                                                                                                 |

## Города-побратимы
- Гонолулу, США
- Картахена, Колумбия
- Ессентуки, Россия
- Санто Доминго, Доминиканская Республика[55]